# Eois sanguilineata
Eois sanguilineata là một loài bướm đêm trong họ Geometridae.